# ISO 3166-2
Az ISO 3166-2 földrajzi kódokat definiáló ISO 3166 szabvány második része, amely az egyes országok országrészeit, önálló területeit, településeit írja le. Közel 3700 ISO 3166-2 kód létezik.

## Formája
A kódok két, kötőjellel elválasztott részből állnak. Az első rész az ISO 3166-1 alpha-2  kód, a második alfabetikus vagy numerikus és egy, két vagy három karakterből áll. Ez a rész általában a nemzeti szabványokon alapul .

## Változtatások
A kódrendszerben történt változásokat a következő hírlevelekben jelentették be.
1. ISO 3166-2:2000-06-21
2. ISO 3166-2:2002-05-21
3. ISO 3166-2:2002-08-20
4. ISO 3166-2:2002-12-10
5. ISO 3166-2:2003-09-05
6. ISO 3166-2:2004-03-08
7. ISO 3166-2:2005-09-13

## A lista értelmezése
A kétbetűs országkódok megtalálhatók az ISO 3166-1 cikkben. Ezek hasonlóak az internetes domainnevekhez és segítségükkel az alábbi táblázatból kikereshető a megfelelő országlista. A listák ISO 3166-2:XX formátumúak, ahol az XX-et be kell helyettesíteni az ISO 3166-1 kóddal, például ISO 3166-2:HU tartalmazza a Magyarországról szóló adatokat.
| Hossz             | Alfabetikus | Numerikus | Alfanumerikus |
| ----------------- | --- | --- | ------------- |
| 1 karakter        | AR, BO, EC, FJ, GM, KI, KM, LS, LU, MG, NE, RW, SL, ST, TG, TM, VE | AT, GA, IS | PA            |
| 2 karakter        | AE, AL, AM, AU, BI, BJ, BN, BR, BS, BW, BY, CA, CD, CF, CH, CL, CM, CS, CV, CZ, DE, DJ, ER, ET, FI, GE, GH, GN, GT, GW, GY, HN, HT, HU, ID, IN, IT, IQ, JO, KW, LA, LB, LR, LT, LV, LY, MD, MU, MW, NA, NG, NI, NL, NP, OM, PK, PL, QA, SB, SH, SK, SN, SO, SR, SV, SY, SZ, TJ, TL, US, UY, UZ, WS, YE, ZA, ZW | BD, BG, BH, CI, CN, CU, CY, DO, DZ, EE, GR, HR, IR, JM, JP, KR, LK, MM, MY, NO, PT, SA, SD, TN, TR, TZ, UA, UM, VN, ZM | BT            |
| 3 karakter        | AO, AF, BA, BE, BF, CZ, FM, GB, KP, KZ, MA, MD, MH, MX, NZ, PE, PG, PH, TT, TW, UG | DK, KE, SI, VU |               |
| 1 vagy 2 karakter | rendszertelen: ES, GQ, IE, SE, IL 1 a régióknak, a fővárosnak: CR, KG 1 a fővárosnak, 2 a megyéknek: RO | KH | FR, TH        |
| 2 vagy 3 jel      | rendszertelen: BZ, EG, TD 2 az országnak, 3 a városoknak, régióknak, körzeteknek: RU 2 a városoknak, 3 a rayonoknak: AZ | | MR, MV        |
| 1 vagy 3          | MZ | MN | ML            |
| 1, 2 vagy 3       | | | CG, PY        |

## Lásd még
- ISO 3166
- ISO 3166-1
- ISO 3166-3

## Külső hivatkozások
- Változások keresése Archiválva 2004. október 10-i dátummal a Wayback Machine-ben, országonként
- https://www.iso.org/standard/63546.html
- https://web.archive.org/web/20060716033140/http://www.unece.org/cefact/locode/service/sublocat.htm
- http://www.hostip.info ingyenes geolokációs adatbázis
- http://philmcrew.com/countrysubentity.txt